# Panta rei (saggio)
Panta rei è un libro scritto da Luciano De Crescenzo.
(Incipit)
Nel libro l'autore finge di sognare il filosofo greco Eraclito che gli espone il suo pensiero filosofico.

## Capitoli
Nel libro numerati a numeri romani.
1. Blob
2. Case chiuse
3. Sogno
4. Vita di Eraclito scritta da lui medesimo
5. Panta rei
6. Logos
7. Polis
8. Eros
9. Stupidità
10. De caelo
11. Sapere
12. Frammenti